# (8286) Kouji
(8286) Kouji est un astéroïde de la ceinture principale.

## Description
(8286) Kouji est un astéroïde de la ceinture principale. Il fut découvert le 8 mars 1992 à Kitami par Kin Endate et Kazuro Watanabe. Il présente une orbite caractérisée par un demi-grand axe de 2,18 UA, une excentricité de 0,10 et une inclinaison de 6,1° par rapport à l'écliptique.

## Compléments